# Devil's Got a New Disguise (chanson)
Cet article concerne la chanson d'Aerosmith. Pour l'album du même groupe, voir Devil's Got a New Disguise: The Very Best of Aerosmith.
Singles de Aerosmith
Baby, Please Don't Go
(2004)
Devil’s Got A New Disguise est une chanson du groupe de hard rock américain Aerosmith. Elle apparaît en tant que chanson inédite sur la dernière compilation du groupe, à laquelle elle donne son nom. 
Elle fut d'abord composée durant les sessions de Pump où elle fut appelée Susie Q puis les paroles furent terminées durant les sessions de Get a Grip. Enfin, en 2006, certaines paroles ont été modifiées.
La chanson fut composée par Steven Tyler, Joe Perry ainsi que Diane Warren.

## Charts
Singles - Billboard (North America)
| Year | Single                     | Chart                      | Position |
| ---- | -------------------------- | -------------------------- | -------- |
| 2006 | Devil's Got a New Disguise | Hot Mainstream Rock Tracks | 15       |